# Conophytum khamiesbergense
Conophytum khamiesbergense är en isörtsväxtart som först beskrevs av L. Bol., och fick sitt nu gällande namn av Schwant.. Conophytum khamiesbergense ingår i släktet Conophytum, och familjen isörtsväxter. Inga underarter finns listade i Catalogue of Life.